# وادی عثمانیه
وادی عثمانیه (به عربی: وادي العثمانية) یک شهرداری در الجزایر است که در استان میله واقع شده‌است.
 وادی عثمانیه  ۳۵٬۹۳۴ نفر جمعیت دارد.